# Субботин, Алексей Иванович
Алексей Иванович Субботин (27.02.1899, Холуй, Вязниковский уезд, Владимирская губерния, Российская империя — 17.08.1953, Москва, СССР) — советский государственный и политический деятель, военачальник, генерал-майор (1940). 

## Биография

### Образование
- Московские артиллерийские курсы командного состава РККА (1920)
- Военная академия им. Фрунзе (1930)
- Академия Генерального штаба (1938).

### Гражданская война
С 1918 года на военной службе в Рабоче-крестьянской Красной армии (РККА); c 1918 член Российской коммунистической партии (большевиков), с 1952 — КПСС. Воевал на Западном и Юго-Западном фронтах в составе 16-й армии и Днепровской военной флотилии в районе Орша, Гомель, Лоев и на реках Припять и Днепр (май — декабрь 1920). В дальнейшем участвовал в боевых действиях против вооруженных формирований Н. И. Махно на Правобережной Украине в районе Канев, Киев, Черкассы (декабрь 1920 — январь 1921), старший инструктор 3-го запасного артиллерийского дивизиона, командир и военком канонерской лодки «Мощный» Днепровской военной флотилии.
С марта 1921 — на Кавказском фронте в составе Донской и Азовской военных флотилий участвовал в боях в районе городов Ростов-на-Дону, Таганрог, Ейск. Военком канонерской лодки «Грозящий». В боях был ранен.

### Межвоенный период
- С августа 1921 помощник военкома, военком Юрьев-Подольского и Муромского уездных военкоматов Московского военного округа.
- С июля 1924 г. помощник губернского военкома в г. Владимир.
- С октября 1925 г. комиссар 251-го стрелкового полка 84-й стрелковой дивизии. (Московский военный округ)
- По окончании академии был прикомандирован к 3-му отделению Штаба РККА.
- С декабря 1931 г. помощник начальника штаба, затем начальник штаба 9-й стрелковой дивизии (Северо-Кавказский военный округ)

По окончании Академии Генштаба с октября 1938 г. старший преподаватель этой академии.
- С сентября 1939 зам. нач. штаба ЛВО.
- Участник советско-финляндской войны 1939—1940 гг., заместитель начальника штаба 7-й армии по тылу Северо-Западного фронта. В ходе боевых действий «руководя тылом армии, добился бесперебойного обеспечения войск армии продовольствием, огнеприпасами и горючим. Умело, энергично и настойчиво руководил работой военной дороги и восстановлением железной дороги. Обеспечивал своевременное строительство, эксплуатацию и использование грунтовых дорог с мизерными средствами».

### Великая Отечественная война
- С июля по октябрь 1941 г. — начальник штаба ЛВО.

Одновременно с 30 июня по 1 сентября командующий Ленинградской армией народного ополчения и член Военного совета Ленинградского фронта.
- С 1 по 25 сентября 1941 г. командующего Ленинградского военного округа до его расформирования.
- С октября 1941 г. начальник отдела всевобуча Ленинградского фронта.
- С ноября по декабрь 1941 г. в распоряжении Военного совета 4-й армии Волховского фронта.
- зам. командующего Волховским фр. по тылу (декабрь 1941 — февраль 42),

«за канцелярско-бюрократическое отношение к своим обязанностям и как не справившийся с работой» приказом начальника Тыла Красной Армии от должности отстранен.
- До апреля 1942 в распоряжении Главного управления кадров НКО.
- С апреля нач. штаба Закавказского военного округа (с 15 мая Закавказского фронта). и представитель Генштаба при штабе этого фр.
- С августа 1942 в распоряжении Военного совета Закавказского фронта.
- С октября 1942 г. по апрель 1943 г. старший офицер Генерального штаба Красной Армии при штабе Закавказского фронта.
- С апреля по июнь 1943 г. в распоряжении Главного управления кадров НКО.
- С июня по октябрь 1943 года начальник штаба Московской зоны обороны.
- С октября 1943 до конца войны начальник штаба БВО.

### После войны
С сентября 1945 — в резерве Ставки Верховного Главнокомандования с прикомандированием к Высшей военной академии имени К. Е. Ворошилова.
С января 1946 по 17 августа 1953 — начальник кафедры Военной академии Генерального штаба Вооружённых Сил СССР.
Похоронен на Введенском кладбище (23 уч.).

## Награды
- орден Ленина (21.02.1945)
- Три ордена Красного Знамени (04.1940, 3.11.1944, 24.06.1948)
- орден Отечественной войны 1-й степени (01.04.1943)
- Медали СССР.